# Sandro Samwald
Sandro Samwald (* 3. Juni 1986) ist ein österreichischer Fußballspieler. 

## Karriere
Samwald begann seine Fußballerkarriere in der Jugend des SV Absam. Sein weiterer Karriereweg ging nach Bayern zum TSV 1860 München, wo er in der Jugend spielte. 2005 ging er zurück nach Österreich zur WSG Swarovski Wattens. 2007 übersiedelte er zum FC Wacker Tirol. 
Sein Debüt in der Bundesliga gab der Tiroler noch in der Saison 2006/07. In der Saison 2007/08 konnte sich das Talent durchsetzen und ist nun Stammspieler der Innsbrucker. In dieser Saison stieg er mit dem Verein ab und spielt seitdem in der Ersten Liga. Im Januar 2009 wechselte er zum 1. FC Vöcklabruck. Nach nur einem halben Jahr wechselte Samwald zur WSG Wattens in die Regionalliga West.